# Pantigliate
Pantigliate is een gemeente in de Italiaanse metropolitane stad Milaan (regio Lombardije) en telt 5541 inwoners (31-12-2004). De oppervlakte bedraagt 5,7 km², de bevolkingsdichtheid is 1007 inwoners per km².

## Demografie
Pantigliate telt ongeveer 2236 huishoudens. Het aantal inwoners steeg in de periode 1991-2001 met 5,8% volgens cijfers uit de tienjaarlijkse volkstellingen van ISTAT.
| Jaar | Inwoneraantal |
| ---- | ------------- |
| 1991 | 4872          |
| 2001 | 5154          |

## Geografie
Pantigliate grenst aan de volgende gemeenten: Rodano, Settala, Peschiera Borromeo, Mediglia.